# Het Kasteel der Duisternis
Het Kasteel der Duisternis (in 1994 opnieuw uitgegeven als Het Kasteel van de Duisternis) is een fantasyboek van de Britse schrijfster Tanith Lee. Het verhaal wordt in een kleine twintig hoofdstukken om en om vanuit het meisje Lilune en de jongen Lir verteld.

## Verhaal
Lilune wordt vastgehouden in het zwarte kasteel en bewaakt door twee oude vrouwen. Zonder dat de vrouwen het merken bekwaamt het meisje zich in de Lokroep. De rondtrekkende harpspeler Lir wordt onbewust door haar naar het kasteel geroepen.